# Travis Webb
Travis „Spider“ Webb (* 8. Oktober 1910 in Joplin, Missouri; † 27. Januar 1990 in McMinnville, Oregon) war ein US-amerikanischer Automobilrennfahrer.

## Karriere
Zwischen 1939 und 1955 fuhr er regelmäßig in der AAA-National-Series. Seine beste Platzierung erreichte er mit je einem zweiten Rang 1946 in Winchester und 1949 in Detroit.
Bei den 500 Meilen von Indianapolis war er zwischen 1948 und 1954 mit Ausnahme von 1951 bei allen Rennen dabei, wobei er sich allerdings nie im vorderen Feld platzieren konnte. Da das Rennen von 1950 bis 1960 zur Weltmeisterschaft der Formel 1 zählte, nahm er somit auch an vier Weltmeisterschaftsläufen teil.

## Statistik

### Indy-500-Ergebnisse
| Jahr | Startnr. | Start | Qual (km/h) | Ergebnis | Runden | Führung | Ausfall             |
| ---- | -------- | ----- | ----------- | -------- | ------ | ------- | ------------------- |
| 1948 | 51       | 30    | 202,019     | 27       | 51     | 0       | Ölleitung           |
| 1948 | 72       | DNQ   |             |          |        |         |                     |
| 1949 | 37       | 26    | 204,368     | DNS      |        |         | Getriebe            |
| 1950 | 21       | 14    | 208,778     | 20       | 126    | 0       |                     |
| 1952 | 51       | DNQ   |             |          |        |         |                     |
| 1952 | 48       | 29    | 218,787     | 22       | 162    | 0       | Ölleck              |
| 1953 | 89       | DNQ   |             |          |        |         |                     |
| 1953 | 62       | 18    | 219,109     | 193      | 113    | 0       | Übergabe an Thomson |
| 1954 | 65       | 29    | 222,021     | 302      | 54     | 0       | Übergabe an Kladis  |

| Legende  | Legende            | Legende                                                          |
| Farbe    | Abkürzung          | Bedeutung                                                        |
| -------- | ------------------ | ---------------------------------------------------------------- |
| Gold     | –                  | Sieg                                                             |
| Silber   | –                  | 2. Platz                                                         |
| Bronze   | –                  | 3. Platz                                                         |
| Grün     | –                  | Platzierung in den Punkten                                       |
| Blau     | –                  | Klassifiziert außerhalb der Punkteränge                          |
| Violett  | DNF                | Rennen nicht beendet (did not finish)                            |
| Violett  | NC                 | nicht klassifiziert (not classified)                             |
| Rot      | DNQ                | nicht qualifiziert (did not qualify)                             |
| Rot      | DNPQ               | in Vorqualifikation gescheitert (did not pre-qualify)            |
| Schwarz  | DSQ                | disqualifiziert (disqualified)                                   |
| Weiß     | DNS                | nicht am Start (did not start)                                   |
| Weiß     | WD                 | zurückgezogen (withdrawn)                                        |
| Hellblau | PO                 | nur am Training teilgenommen (practiced only)                    |
| Hellblau | TD                 | Freitags-Testfahrer (test driver)                                |
| ohne     | DNP                | nicht am Training teilgenommen (did not practice)                |
| ohne     | INJ                | verletzt oder krank (injured)                                    |
| ohne     | EX                 | ausgeschlossen (excluded)                                        |
| ohne     | DNA                | nicht erschienen (did not arrive)                                |
| ohne     | C                  | Rennen abgesagt (cancelled)                                      |
| ohne     | keine WM-Teilnahme |                                                                  |
| sonstige | P/fett             | Pole-Position                                                    |
| sonstige | 1/2/3/4/5/6/7/8    | Punktplatzierung im Sprint-/Qualifikationsrennen                 |
| sonstige | SR/kursiv          | Schnellste Rennrunde                                             |
| sonstige | *                  | nicht im Ziel, aufgrund der zurückgelegten Distanz aber gewertet |
| sonstige | ()                 | Streichresultate                                                 |
| sonstige | unterstrichen      | Führender in der Gesamtwertung                                   |